# Mikel Artetxe
Mikel Artetxe Guezuraga nascido a 24 de setembro de 1976 em Larrabezúa (Biscaia, Espanha) é um exciclista espanhol, profissional entre os anos 1999 e 2007, durante os que conseguiu seis vitórias.

## Biografia

### Debut profissional
Seus inícios no ciclismo foram na equipa ciclista Euskaltel Euskadi, conseguindo em suas fileiras a sua melhor actuação numa grande volta o Tour de France de 2003, no que finalizou em posto 80.ª.

### Passo por equipas modestas
Em 2007 correu no 3 Molinos Resort.
Em 2008, a sua última temporada como profissional, esteve nas fileiras da Fuerteventura-Canarias dirigido por Vicente Belda.

### Depois da retirada
Depois de retirar-se, colabora em ocasiões como comentarista na retransmissão de carreiras ciclistas em ETB 1. Ademais, desde 2009 é um dos ex ciclistas (junto a Roberto Laiseka, Mikel Zarrabeitia e David Etxebarria cargo da organização da Bizkaiko Bira, uma volta por etapas de categoria amador.

## Palmarés
2000
- GP Jornal de Notícias, mais 2 etapas e classificação da regularidade

2001
- 1 etapa da Volta à Andaluzia

2002
- 1 etapa do GP Torres Vedras-Troféu Joaquim Agostinho

2006
- 1 etapa da Volta às Astúrias

## Resultados em Grandes Voltas e Campeonato do Mundo
Durante a sua carreira desportiva tem conseguido os seguintes postos nas Grandes Voltas e nos Campeonatos do Mundo em estrada:
| Carreira           | 1999 | 2000 | 2001 | 2002 | 2003 | 2004  | 2005 | 2006 | 2007 |
| ------------------ | ---- | ---- | ---- | ---- | ---- | ----- | ---- | ---- | ---- |
| Giro d'Italia      | -    | -    | -    | -    | -    | -     | -    | -    | -    |
| Tour de France     | -    | -    | -    | -    | 80.º | -     | -    | -    | -    |
| Volta a Espanha    | -    | -    | -    | 86.º | -    | 108.º | -    | -    | -    |
| Mundial em Estrada | -    | -    | -    | -    | -    | -     | -    | -    | -    |

-: Não participa

Ab.: Abandono

## Equipas
- Euskaltel Euskadi (1999-2005)
- 3 Molinos Resort (2006)
- Fuerteventura-Canárias (2007)